# بيليي يار (تومسك)
بيليي يار (بالروسية: Белый Яр) هي مدينة في مقاطعة تومسك أوبلاست في روسيا.
يبلغ عدد سكانها حوالي 8525 نسمة.